# Ricardo Vaz Tê
Ricardo Jorge Vaz Tê (Lisbona, 1º ottobre 1986) è un ex calciatore portoghese, di ruolo attaccante.

## Carriera

### Club
Ha complessivamente totalizzato 58 presenze e 3 reti in Premier League nelle file del Bolton, e ha militato nelle varie nazionali giovanili, fino all'Under-21. Nella Coppa UEFA 2005-2006 ha realizzato la rete del pareggio contro i suoi connazionali del Vitória Sport Clube, decisiva per il superamento da parte degli inglesi della fase a gironi. Un grave infortunio ne ha limitato di molto l'utilizzo nelle stagioni successive, tant'è che dal 2007 ha collezionato solo 7 presenze.
Il 30 giugno 2010 passa alla squadra greca del Paniónios, ma a febbraio del 2011 si trasferisce al club scozzese dell'Hibernian, firmando un contratto annuale. Il 5 agosto 2011 passa al Barnsley. Il 31 gennaio 2012 passa al West Ham per sole 500.000 sterline. Segna ben 10 reti nel finale di stagione in 15 presenze, più 2 reti in 3 presenze in altre competizioni. Mette a segno il gol della vittoria all' 87' minuto nella vittoria per 2-1 contro il Blackpool nella finale playoff 2012 della Football League Championship.

### Nazionale
Ha giocato nelle nazionali giovanili portoghesi Under-17, Under-19, Under-20 ed Under-21.

## Statistiche

### Presenze e reti nei club
Statistiche aggiornate al 21 gennaio 2017.
| Stagione            | Squadra              | Campionato      | Campionato | Campionato | Coppe nazionali | Coppe nazionali | Coppe nazionali | Coppe continentali | Coppe continentali | Coppe continentali | Altre coppe | Altre coppe | Altre coppe | Totale | Totale |
| Stagione            | Squadra              | Comp            | Pres       | Reti       | Comp            | Pres            | Reti            | Comp               | Pres               | Reti               | Comp        | Pres        | Reti        | Pres   | Reti   |
| ------------------- | -------------------- | --------------- | ---------- | ---------- | --------------- | --------------- | --------------- | ------------------ | ------------------ | ------------------ | ----------- | ----------- | ----------- | ------ | ------ |
| 2010-gen. 2011      | Panionios            | SL              | 8          | 1          | CG              | 0               | 0               | -                  | -                  | -                  | -           | -           | -           | 8      | 1      |
| gen.-giu. 2011      | Hibernian            | SPL             | 10         | 1          | SC+SLC          | 0               | 0               | -                  | -                  | -                  | -           | -           | -           | 10     | 1      |
| 2011-gen. 2012      | Barnsley             | FLC             | 22         | 10         | FACup+CdL       | 1+1             | 2+0             | -                  | -                  | -                  | -           | -           | -           | 24     | 12     |
| gen.-giu. 2012      | West Ham             | FLC             | 15+3       | 10+2       | FACup+CdL       | -               | -               | -                  | -                  | -                  | -           | -           | -           | 18     | 12     |
| 2012-2013           | West Ham             | PL              | 24         | 3          | FACup+CdL       | 2+2             | 0               | -                  | -                  | -                  | -           | -           | -           | 28     | 3      |
| 2013-2014           | West Ham             | PL              | 8          | 2          | FACup+CdL       | 0+2             | 2               | -                  | -                  | -                  | -           | -           | -           | 10     | 4      |
| 2014-gen. 2015      | West Ham             | PL              | 4          | 0          | FACup+CdL       | 0+1             | 0               | -                  | -                  | -                  | -           | -           | -           | 5      | 0      |
| Totale West Ham     | Totale West Ham      | Totale West Ham | 51+3       | 15+2       |                 | 7               | 2               |                    | -                  | -                  |             | -           | -           | 61     | 19     |
| gen.-giu. 2015      | A. Belediyespor      | SL              | 14         | 5          | TK              | 0               | 0               | -                  | -                  | -                  | -           | -           | -           | 14     | 5      |
| nov. 2015-feb. 2016 | Charlton             | FLC             | 11         | 0          | FACup+CdL       | 1+0             | 0+0             | -                  | -                  | -                  | -           | -           | -           | 12     | 0      |
| feb.-giu. 2016      | Akhisar Belediyespor | SL              | 14         | 1          | TK              | 2               | 0               | -                  | -                  | -                  | -           | -           | -           | 16     | 1      |
| 2016-2017           | Akhisar Belediyespor | SL              | 15         | 3          | TK              | 5               | 12              | -                  | -                  | -                  | -           | -           | -           | 20     | 15     |
| Totale Akhisar      | Totale Akhisar       | Totale Akhisar  | 43         | 9          |                 | 7               | 12              |                    | -                  | -                  |             | -           | -           | 50     | 21     |
| Totale carriera     | Totale carriera      | Totale carriera | 145+3      | 36+2       |                 | 17              | 16              |                    | -                  | -                  |             | -           | -           | 165    | 54     |